# Doha 2006
Die Doha 2006 (ex Club Med, ex Maiden II, ex Qatar 2006) ist ein Maxikatamaran, der speziell für Hochseeregatten entwickelt und gebaut wurde.
Die Yacht wurde von der französischen Werft Multiplast speziell für die Regatta „The Race“ gebaut und stach im Mai 2000 unter dem Namen Club Med zur Jungfernfahrt in See. Ziel des Entwurfes waren die Teilnahme an Regatten und das Aufstellen von Höchstleistungen. Schwesterboot ist die Orange (siehe Bruno Peyron).
Der Katamaran wurde in der Vergangenheit mehrfach umbenannt:
- Club Med (2000–2001), unter Skipper Grant Dalton (Regatta „The Race“; Rekord auf der Route de la Découverte)
- Maiden II (2002–2004), unter Skipper Tracy Edwards und Brian Thompson
- Qatar 2006, Umbenennung des Boots, um für die Asienspiele 2006 in Katar (englisch Qatar) zu werben[4]
- Doha 2006 (seit 2005), unter Brian Thompson (Regatta „Oryx Quest“)

## Technische Daten
| Maß         | Wert             |
| ----------- | ---------------- |
| Designer    | Gilles Ollier    |
| Werft       | Multiplast       |
| Länge       | 33,50 m (110 ft) |
| Breite      | 16,50 m (54 ft)  |
| Verdrängung | 21 t             |
| Masthöhe    | 40 m (131 ft)    |

## Rekorde und besondere Leistungen
| Jahr | Rekord / Leistung | Bemerkungen                   |
| ---- | ----------------- | ----------------------------- |
| 2000 | 24h-Rekord        | 625.7 sm in 24h               |
| 2001 | The Race          | Regattasieg in 62d 6h 56' 33" |
| 2002 | 24h-Rekord        | 697 sm in 24h                 |
| 2005 | Oryx Quest        | Regattasieg                   |